# Марин Дамянов
Марин Дамянов Дамянов е киносценарист и писател, който се изявява главно в областта на криминалните жанрове.

## Биография
Марин Дамянов e доктор по драматургия с дисертация на тема „Използване на съвременни психологични теории за несъзнаваното в драматургичните текстове“ (НАТФИЗ, 2008), доцент (2012) и професор по кинодраматургия (НАТФИЗ, 2018). Работил е като редактор в Студия за игрални филми (1987-1989), като преподавател в Югозападния университет „Неофит Рилски“, и като учител.
Сценарист на предаването за култура „Суматоха“ в „Българската национална телевизия в периода 2002-2006 г.

## Членство в творчески организации
- Съюза на българските писатели (СБП)
- Българската секция на Международния съюз на криминалните писатели (АIEP)
- Съюза на българските филмови дейци (СБФД) – Гилдия „Кинораматурзи“ (председател е на гилдията)
- Асоциацията на българските филмови, телевизионни и радио сценаристи (БАФТРС), която е асоцииран член на Федерацията на сценаристите в Европа (FSE)[1]

## Признание и награди
- 1990 – Втора награда (първа не е присъдена) за разказа „Трябва да катастрофирам“ на конкурс за криминален разказ на името на Павел Вежинов.
- 1992 – Втора награда за разказа „Мрънко“ и трета награда за разказа „ВКР“ на същия конкурс (първа награда не е присъдена).
- 1993 – Втора награда за разказа „Кранки“ на същия конкурс.
- 1997 – Втора награда (първа не се дава) за разказа „Да убиеш богомолка“ на конкурса „Агата“ на „Литературен вестник“.
- 1998 – Първа награда за разказа „Рязан“ на конкурс на „Литературен вестник“.
- 2000 – Втора награда за разказа „Човекът пич и неговата жена“ на конкурса за криминален разказ на AIEP и детективска агенция „Саламандър“.
- 2000 – Носител е на наградата от Националния конкурс за нов български роман „Развитие“ с романа си „Казусът Рози“.
- 2001 – Първа награда за разказа „Бойно изкуство“ на конкурса за криминален разказ „Атанас Мандаджиев“ на AIEP.
- 2002 – Трета награда за разказа „Убийството, което разкрих“ на конкурса „Атанас Мандаджиев“ на AIEP.
- 2003 – Трета награда за разказа „Тъпото муле“ на конкурса за криминален разказ „Атанас Мандаджиев“ на AIEP и детективска агенция „Саламандър“.
- 2004 – Втора награда за разказа „Любов, Сатанаил и барета“ на същия конкурс.
- 2005 – Наградата на критиката за най-добър криминален роман за „Време за убиване“.
- 2006 – Голямата награда за разказа „Ескимоско иглу на припек“ на конкурса на Детективска агенция „Саламандър“ и AIEP за къс криминален разказ.[1]

## Филмография
- Автор на диалога на „Маргарит и Маргарита“ със сценарист и режисьор Николай Волев
- Автор на диалога на „Козият рог“ (1994) със сценаристи Николай Хайтов и Николай Волев и режисьор Николай Волев.
- Съавтор на сценария на игралния филм и на телевизионния сериал „Огледалото на дявола“(2001) – съсценарист и режисьор Николай Волев.
- Съавтор на сценария на телевизионния филм „Следвай ме“ (2003 г.), режисьор и съавтор на сценария – Дочо Боджаков.
- Съавтор е на сценария на филма „Лейди Зи“ (2005 г.), режисьор и съавтор на сценария – Георги Дюлгеров.
- Съавтор на сценария на телевизионния филм „Братът на охлюва“.[1]
- Съавтор (заедно с Емил Спахийски и Стефан Командарев) на филма „Съдилището“, получил „Златната роза“ на Фестивала на българския игрален филм „Златна роза“ във Варна през 2014 г., българско предложение за „Оскар“ през 2015 г.
- Наградата за най-добър сценарий за пълнометражен филм  за „Събирач на трупове“ на Фестивала на българския игрален филм „Златна роза“ във Варна през 2015 г.
- „Парцалев“ (2020) – документален,  реж. Валентина Фиданова-Коларова, съсценарист с Пенчо Ковачев.
- „Майор Томпсън - (не)нужният герой“ (2022) – документален филм за Франк Томпсън, реж. Жезко Давидов, съсценарист с Пенчо Ковачев.
- „Нашата чужда война“ (2023) – документален филм, реж. Росен Елезов, съсценарист с Наделина Анева.